# Erregermaschine
Eine Erregermaschine ist eine elektrische Maschine, die die elektrische Leistung bereitstellt, welche notwendig ist, um die Erregerwicklung eines Generators mit Strom zu versorgen. Dabei wird die Leistungsregelung für den Generator entweder in der Erregermaschine oder zwischen ihr und dem Generator realisiert.
Drehstromgeneratoren werden mit einem Gleichstromfeld erregt. Früher war die Erregermaschine deshalb eine Gleichstrommaschine; heute ist sie eine Drehstrommaschine mit nachgeschalteter Halbleitergleichrichtung.
Um die Kohlebürsten und Schleifringe einzusparen, die bei statischen Erregereinrichtungen zur Übertragung der Erregerenergie auf die Läuferwicklung (Erregerwicklung) notwendig sind, werden Läufer und Erregermaschine auf derselben Welle untergebracht. Hierbei handelt es sich um das Prinzip der bürstenlosen Erregung. Der große Vorteil dabei ist, dass keine bewegten Verschleißteile mehr vorhanden sind. Die Erregermaschine ist eine Läufermaschine (Außenpolgenerator), die ihre Erregerwicklungen im Stator hat und die Induktionsspannung im Läufer erzeugt. Durch einen fest im Läufer eingebauten mitrotierenden Diodengleichrichter wird die Spannung gleichgerichtet und auf die Erregerwicklung im Läufer des Generators übertragen.
Die Leistung des Generators kann an den Klemmen der Statorwicklungen abgenommen werden. Bei dieser Ausführung erfolgt die Regelung schon am Feld der Erregermaschine. Dazu wird die Hilfserregerleistung, mit der die Außenpole der Erregermaschine gespeist werden, über ein Stellglied geregelt. Nachteilig ist hierbei, dass die erreichbaren zeitlichen Änderungen {\displaystyle {\tfrac {\mathrm {d} I_{E}}{\mathrm {d} t}}} durch die Zeitkonstante der Erregermaschine reduziert werden; die Ausregelzeiten bei Störungen sind deshalb größer als bei statischen Erregereinrichtungen.

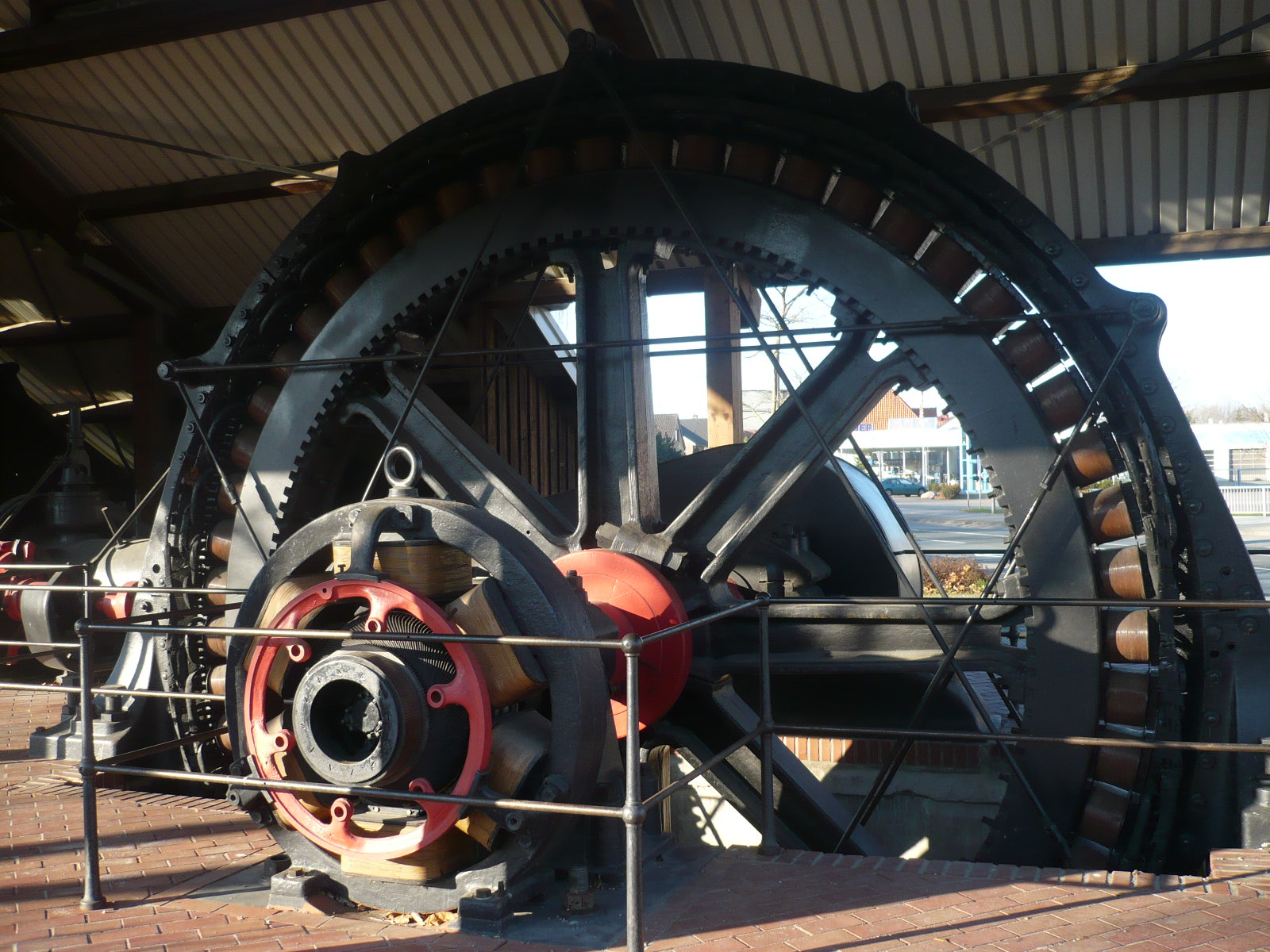
Historischer, von einer langsam laufenden Dampfmaschine (n = 108 min−1) angetriebener, 56-poliger Generator; im Vordergrund auf der Generatorwelle die sechspolige Erregermaschine
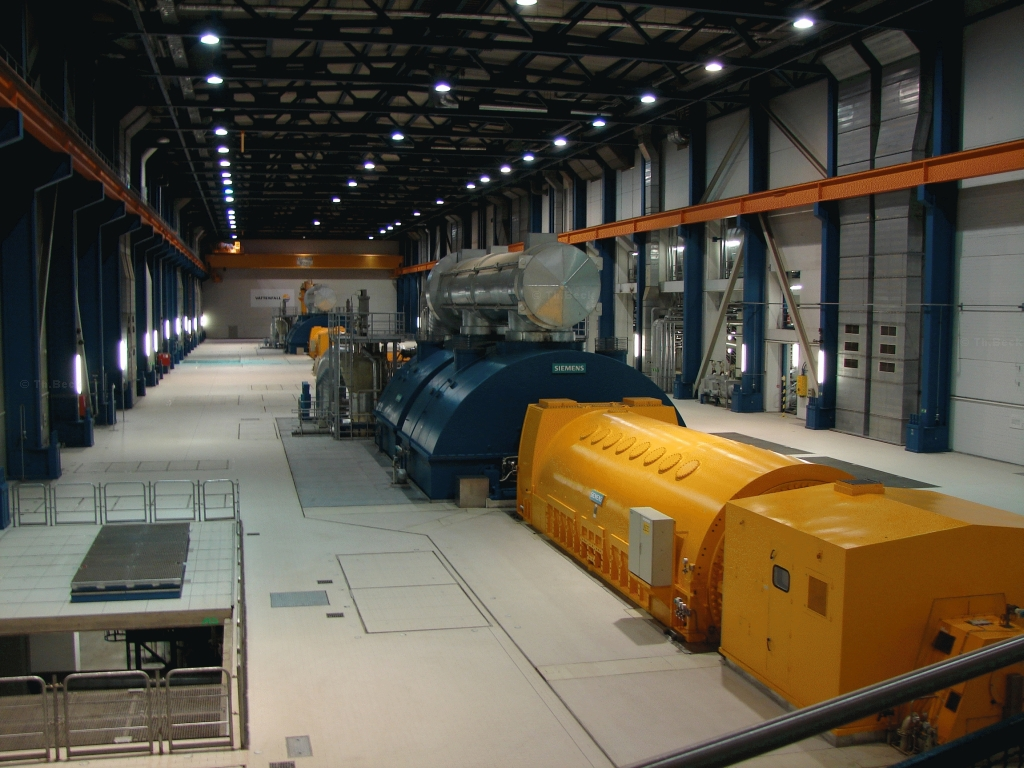
Vorne rechts im quaderförmigen gelben Gehäuse: Erregermaschine der bürstenlosen Erregereinrichtung; dahinter der Turbogenerator, gelbe zylindrische Einheit in der Mitte; anschließend die mehrstufige, Dampfturbine im blauen Gehäuse
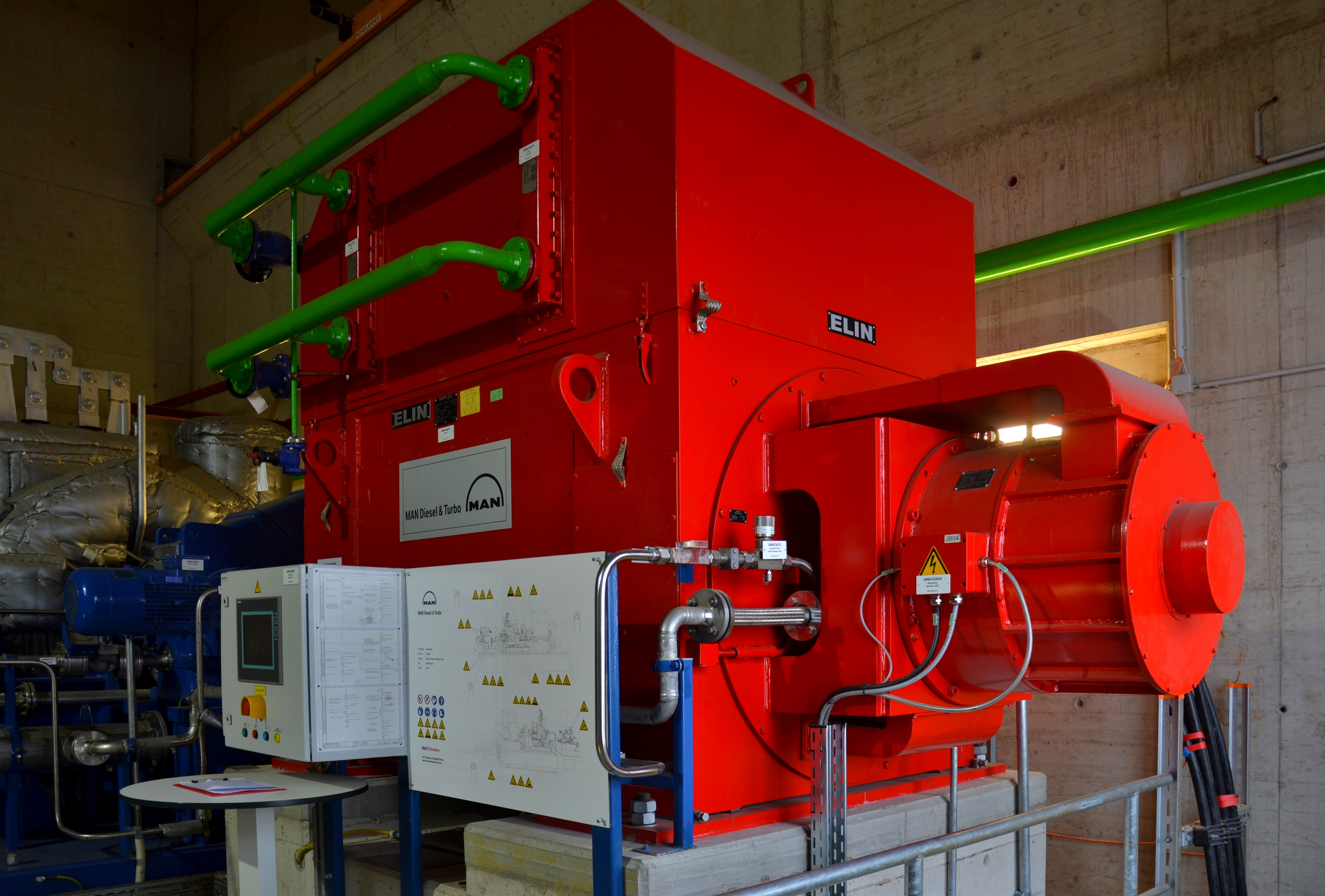
Synchrongenerator im eckigen rot lackierten Gehäuse mit bürstenloser Erregereinrichtung; Erregermaschine mit Permanentmagneterregung rechts am Gehäuse angeflanscht; in den Edelstahlleitungen die Ölschmierung; in den grünen Leitungen die Glykolkühlung mit interner Luftzirkulation